# チント・カオマッジョーレ
チント・カオマッジョーレ（伊: Cinto Caomaggiore）は、イタリア共和国ヴェネト州ヴェネツィア県にある、人口約3,100人の基礎自治体（コムーネ）。

## 地理

### 位置・広がり

#### 隣接コムーネ
隣接するコムーネは以下の通り。括弧内のPNはポルデノーネ県所属を示す。
- キオンス (PN)
- グルアーロ
- ポルトグルアーロ
- プラマッジョーレ
- セスト・アル・レーゲナ (PN)

### 気候分類・地震分類
気候分類では、zona E, 2649 GGに分類される。
また、イタリアの地震リスク階級 (it) では、zona 3 (sismicità bassa) に分類される。

## 行政

### 分離集落
チント・カオマッジョーレには、以下の分離集落（フラツィオーネ）がある。
- il Bando, San Biagio, Settimo